# Misburg-Anderten
Misburg-Anderten ([mɪsbʊɐ̯k andɐtən] ⓘ) ist der 5. Stadtbezirk in der niedersächsischen Landeshauptstadt Hannover. Er hat 34.637 Einwohner (17.572 Frauen und 17.065 Männer) und besteht aus den Stadtteilen Misburg-Nord (23.768 Einwohner), Misburg-Süd (2.911 Einwohner) und Anderten (7.958 Einwohner) (Stand 31. Dezember 2022).

## Misburg

Wappen von Misburg

Das erstmals 1365 urkundlich erwähnte Misburg entwickelte sich im 19. Jahrhundert durch die sich hier ansiedelnde Zementindustrie von einem kleinen Dorf zu einer industriell geprägten Gemeinde. 1963 zur Stadt erklärt wurde Misburg 1974 im Zuge der niedersächsischen Kommunalreform nach Hannover eingemeindet und besteht heute aus den Stadtteilen Misburg-Nord und -Süd.

### Geschichte

#### Entstehung

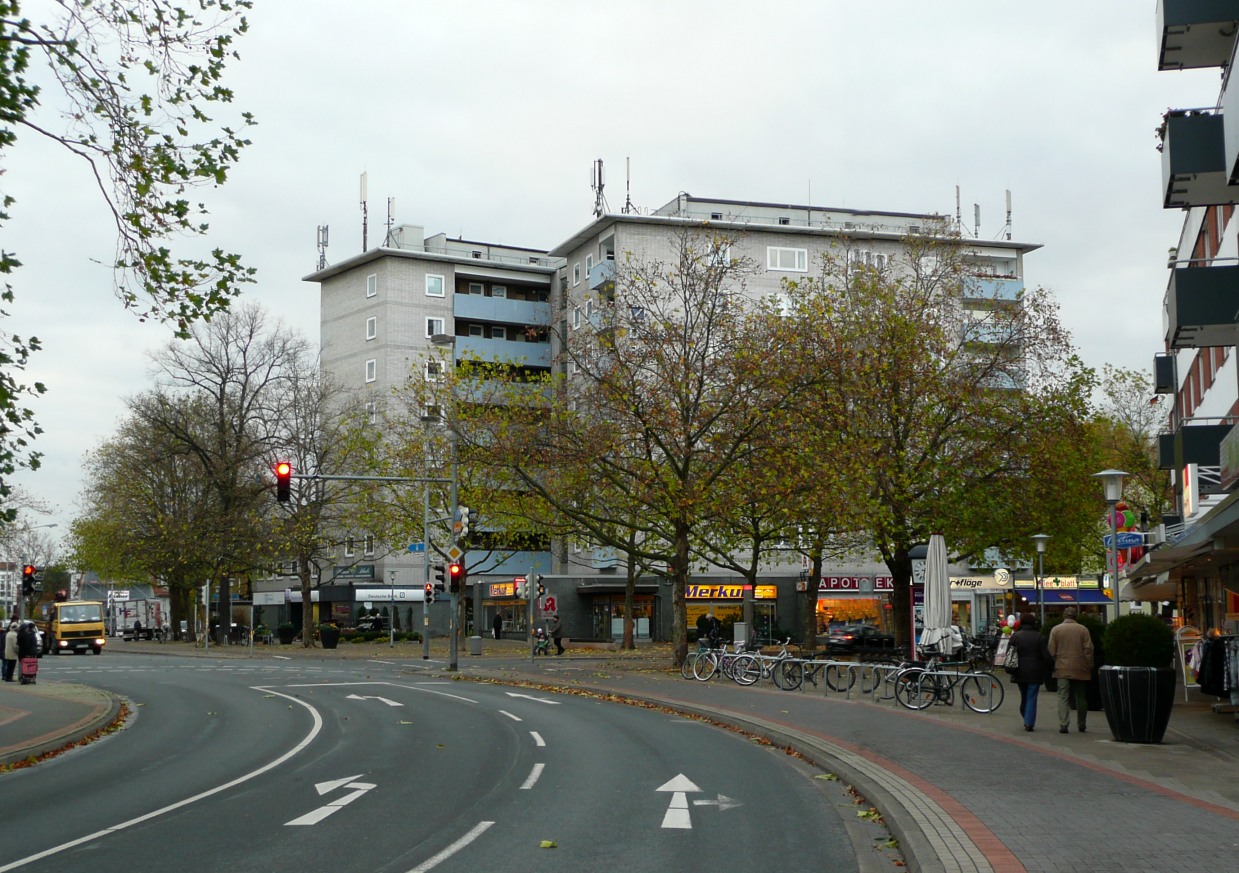
Misburger Ortszentrum bei Meyers Garten

Der 1958 entdeckte Misburger Urnenfriedhof deutet auf die Völkerwanderungszeit zurück.
Erstmals erwähnt wurde Misburg als Mudzborgh  1365 in einer Urkunde, in der Herzog Wilhelm zu Braunschweig und Lüneburg den Bürgern der Stadt Hannover das Privileg des Torfstechens zwischen Altwarmbüchen, Lahe und dem Misburger (Mudzborgher) Holz im Altwarmbüchener Moor erteilte.

„Von Gottes Gnaden we Herr Wilhelm Herzoge tho Brunswick und a. 1365 to Lüneborch bekennen openbahr in dißem Breve dat we usen leven Borgern user Stadt Hannover hebben georlovet unde gegeven ewichliken to bruckende, da se mogen op dem More, da lecht zwischen der Warmboke unde dem Mudzborgher Holte unde dem lae torff stecken unde graven lassen und denen…“

In einer Urkunde des Bischofs Gerhard von Hildesheim aus dem Jahre 1373 ist festgehalten, dass Misburg für die Ausbesserung und den Ausbau der Hannoverschen Landwehr („der Landwere zwischen Middesborch unde Hannover …“) zuständig ist. Der hannoversche Bürgermeister Christian Ulrich Grupen beschrieb Misburg in seinem Werk Origines et Antiquitates Hannoverenses 1740 folgendermaßen:
„Mißborg eine wüste Feldmarck samt den Mißborger Holz ist für Zeiten eine Borch gewesen, dem Stifft Hildesheim zugehörig, jetzo wohnen die von Alten da.“
Misburg war 1525 eine Bauernsiedlung mit etwa 25 Einwohnern, deren Höfe sich auf dem Gebiet der heutigen Anderter Straße befanden, zwischen der heutigen Waldstraße und der Kreisstraße. In dieser Zeit wurde die „Mudzborch“ aufgegeben und verfiel. 1585 hatte das Dorf sieben Hofstellen, die sich bis 1800 auf 18 erweiterten. Das Misburger Dorfleben aus dieser Zeit ist in Straßennamen teilweise noch erkennbar. Das zwischen 1817 und 1917 jährlich im Sommer gefeierte Rosenfest („Rosenfeststraße“), dessen Stifter Ludwig Cropp („Croppstraße“) sowie das für den Bau des Rathauses abgerissene Forsthaus („Am Alten Forsthaus“) lassen auf diese Epoche schließen.

#### Schreibweise
Die Schreibweise Misburgs änderte sich von Mudzburg über Meßborg oder Mißborg über Mißburg (1740 belegt) und schließlich in Misburg. Einer Sage nach ist Misburg nach der Burg des Ritters Miß benannt worden. Anderen Quellen zufolge entstammt das Wort „Mis“ einem inzwischen verschwundenen, durch das Hochdeutsche verdrängten, lokalen Dialekt und bedeutet schlicht „Moor“. Dadurch wird Misburg zur Burg im Moor.

#### Mudzborgh
Die mittelalterliche Burg Mudzborgh soll einst in dem Bereich gestanden haben, an der heute die Straße „Hinter der Alten Burg“ liegt. Bis 1947 waren dort noch Sandwälle vorhanden. Der eigentliche Standort der Burg wird auf dem Gelände der heutigen St.-Anna-Kirche vermutet, da bei deren Bau 1955 Grundmauerreste und behauene Sandsteinquader freigelegt wurden. Wegen des schnell fortschreitenden Baus der Kirche konnte das Gelände nicht weiter archäologisch untersucht werden.

#### Industrialisierung

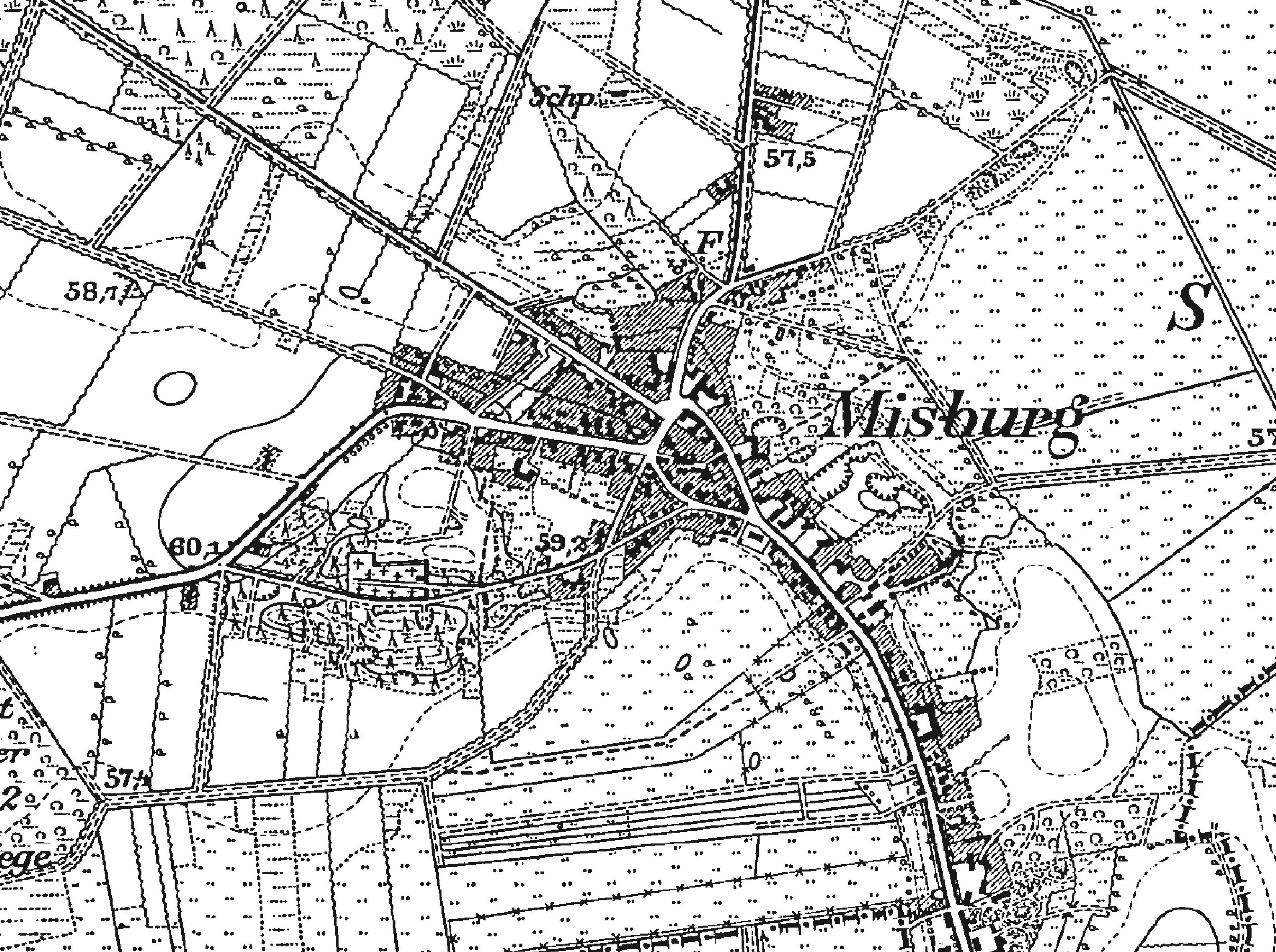
Kartierung von Misburg 1896 bei der Preußischen Landesaufnahme

Ein enormer Wachstumsschub durch die Industrialisierung setzte ab 1870 durch die hier entstehende Zementindustrie ein. Der im Boden entdeckte Mergel wurde in Kalköfen gebrannt und zu Zement verarbeitet. Die vorbeiführende Eisenbahnstrecke erleichterte den Abtransport des Zements. Bis 1900 entstanden vier Fabriken:
- Hannoversche Portland-Cementfabrik AG (1873–1986/90)
- Portland Cementfabrik Germania (1881–1976)
- Teutonia Zementwerk (1887), seit 2004 HeidelbergCement
- Norddeutsche Portland-Cementfabriken (1898), (heute Holcim)

Neben der Zementindustrie entstand in der zweiten Hälfte des 19. Jahrhunderts auch die Spritfabrik in Misburg. Durch diese Gründungen kam es zu einem starken Wachstum der Bevölkerung sowie zu einer Ausdehnung des Dorfes mit neuen, durch die Einwanderer aus Schlesien geprägten Wohnsiedlungen („Jerusalem“).

#### Die Ära Gustav Bratkes
Misburgs Geschichte in der ersten Hälfte des 20. Jahrhunderts wurde entscheidend durch den Sozialdemokraten Gustav Bratke geprägt. Der gelernte Lithograph kam 1910 nach Misburg und arbeitete hier zunächst als Lagerhalter im Konsumverein, bald gemeinsam mit seiner Ehefrau als dessen Geschäftsführer. Seit 1912 gehörte er für die SPD dem Misburger Gemeinderat an, ein Ereignis, das er später mit den Worten kommentierte:

„Als ich vor 40 Jahren zum ersten Male in die Gemeindevertretung Misburgs gewählt wurde, da wusste ich nicht, daß diese Wahl mein ganzes späteres Leben beeinflussen würde.“

1919 wurde er Gemeindevorsteher (Bürgermeister) von Misburg und 1920 SPD-Abgeordneter im Provinziallandtag der preußischen Provinz Hannover; 1926 außerdem Vorsitzender der Provinzialverwaltung. Gustav Bratkes Kommunal- und Sozialpolitik war durch eine Verbindung von Industrieansiedlung und kommunalen Investitionen gekennzeichnet. Er ließ die Gemeinde Bauland ankaufen, so dass es ihm gelang, 1931 die Ansiedlung der Erdöl-Raffinerie Deurag-Nerag in Misburg zu bewirken. Er ließ 154 gemeindeeigene Wohnhäuser sowie 250 Wohnungen in Misburg bauen und förderte den Eigenheimbau. 1925/26 folgte der Bau des eigenen Wasserwerks durch den Architekten Friedrich Fischer, der ersten Kanalisation und von zwei Kläranlagen, 1926 des Jugendheims ebenfalls durch Friedrich Fischer. Während der Weltwirtschaftskrise sorgte er für die Einrichtung einer Volksküche in der damaligen Turnhalle. Zu dieser Zeit waren von den damals circa 7.000 Einwohnern Misburgs rund 2.000 arbeitslos. 1933 wurde Gustav Bratke von den Nationalsozialisten aus allen politischen Ämter gedrängt.

#### Zweiter Weltkrieg
Während des Zweiten Weltkriegs wurde Misburg bei circa 45 alliierten Luftangriffen auf Hannover von ungefähr 40.000 Spreng- und Brandbomben getroffen, 60 % der Wohnhäuser wurden vernichtet oder beschädigt. Die Angriffe galten kriegswichtigen Betrieben, wie sie die Raffinerie Deurag-Nerag und die Zementfabriken Misburgs darstellten. Nur knapp 4 % der Bomben trafen jedoch die Raffinerie als Ziel der alliierten Luftoffensive gegen die deutsche Mineralölindustrie.
Im Jahre 1944 erfolgte vom Umspannwerk Ahlten der Aufbau einer Versuchsanlage zur Hochspannungs-Gleichstrom-Übertragung nach Misburg.
Der Schriftsteller und Weltkriegsveteran Ernst Jünger, der ab September 1944 im nahen Kirchhorst lebte, hat in seinen Tagebuchaufzeichnungen „Kirchhorster Blätter“ zu den Luftangriffen auf Misburg vermerkt:

„16. September 1944. Zahlreiche Überfliegungen. Misburg, das Hauptziel in der näheren Umgebung, wurde wieder getroffen, und große Ölvorräte brannten jenseits des Moores unter bleigrauen Rauchwolken ab…“

Am 15. März 1945, dem Tag des schwersten Luftangriffs auf Misburg, notierte er:

„Abends, während dieser Eintragungen, einer der schwersten Angriffe auf Misburg. Kundschafterflugzeuge säten zuerst eine wahre Allee von orangegelben Leuchtzeichen, sodann folgten die Abwürfe.“

Der Journalist und Dramatiker Josef Nowak (1901–1988) versah zu jener Zeit Dienst als Flaksoldat bei Misburg. Er schildert die generellen Umstände und den von Jünger beschriebenen Angriff in seinem Buch „Mensch auf den Acker gesät“.

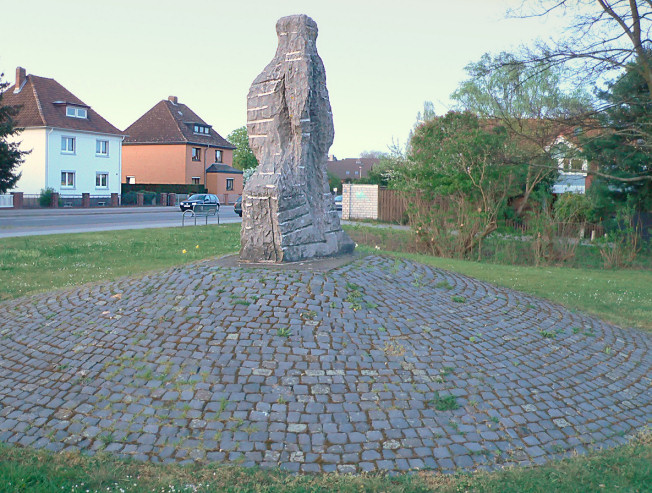
Mahnmal für das frühere KZ-Außenlager von Eugène Dodeigne

Nahe dem Werkgelände der Raffinerie befand sich von Juni 1944 bis April 1945 das KZ-Außenlager Hannover-Misburg des KZ Neuengamme. Bei den ersten Häftlingen handelte es sich um belgische und französische Widerstandskämpfer. Sie wurden bei Aufräumarbeiten auf dem durch Bombenangriffe beschädigten Raffineriegelände der Deurag-Nerag eingesetzt. Durchschnittlich 1.000 Häftlinge waren in dem Lager untergebracht; etwa 55 sollen während seines Bestehens zu Tode gekommen sein. Gegen Ende des Krieges wurden die Häftlinge auf einen Todesmarsch nach Norden in Richtung Neuengamme geführt, der am 8. April 1945 im KZ Bergen-Belsen endete. Auf dem früheren Lagergelände an der Hannoverschen Straße in Höhe des Mittellandkanals wurde 1989 als Mahnmal eine Skulptur von Eugène Dodeigne aufgestellt.

#### Weitere Entwicklung

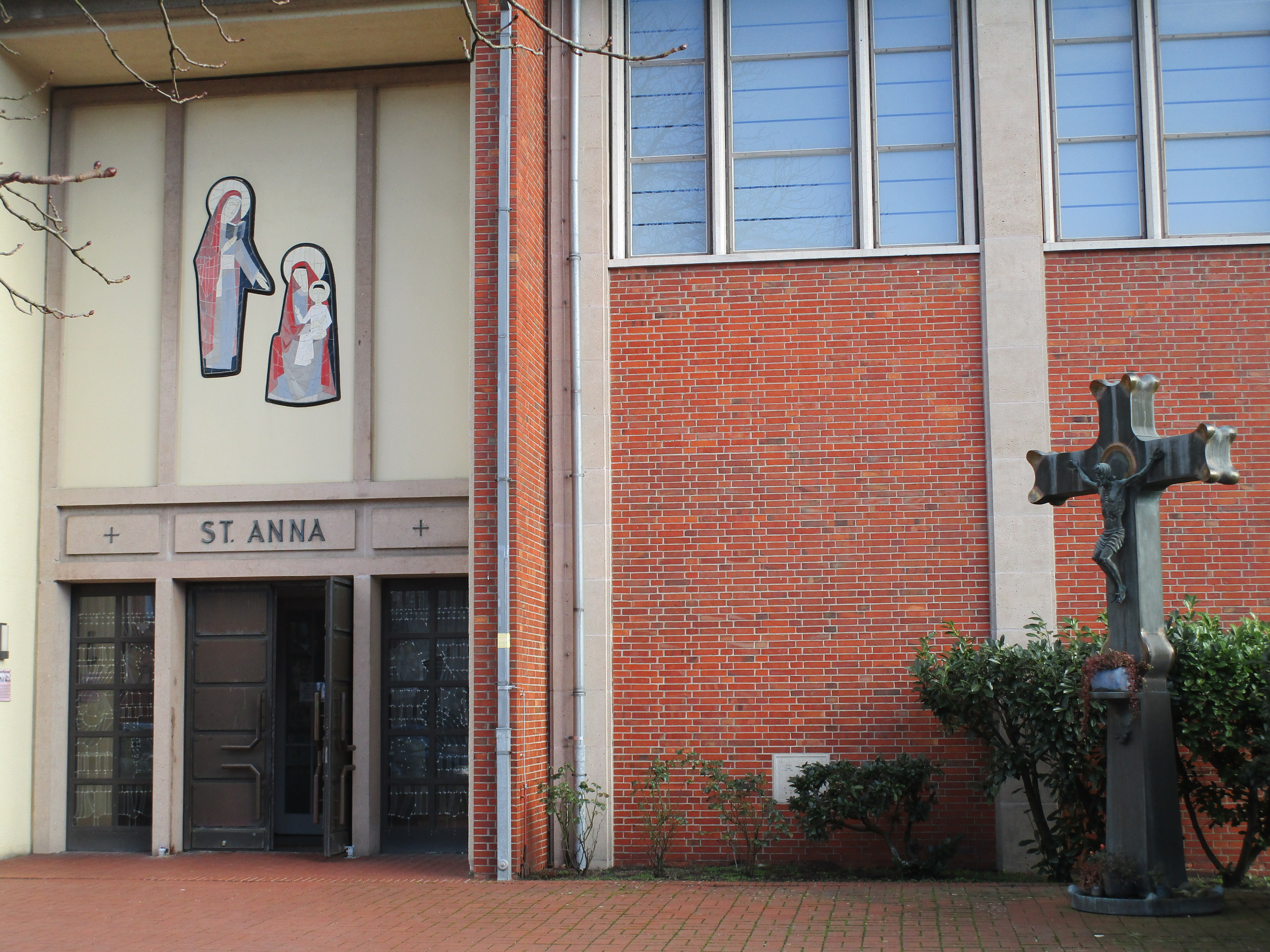
Die 1955 anstelle der kriegszerstörten neu gebaute Sankt-Anna-Kirche

Nach dem Zweiten Weltkrieg hat sich Misburg dem „Europäischen Gedanken“ gewidmet und mehrere Städtepartnerschaften aufgenommen: Bollnäs (Schweden, 1961), Flekkefjord (Norwegen, 1970), Kankaanpää (Finnland, 1970), Shepton Mallet (Großbritannien, 1961) und Morsö (Dänemark, 1970). 1972 erhielt Misburg vom Europarat als Dank für die Bemühungen um Völkerverständigung die Ehrenfahne.
Bei der niedersächsischen Kommunalreform wurde die Stadt, welche Misburg seit dem 29. Juli 1963 ist, am 1. März 1974 nach Hannover eingemeindet. Im Zuge der Einführung von Stadtbezirken 1981 wurden die beiden Misburger Stadtteile Misburg-Nord und Misburg-Süd gemeinsam mit dem Stadtteil Anderten als Stadtbezirk Misburg-Anderten zusammengelegt. Die Städtepartnerschaften werden vom Stadtbezirk weitergeführt.
Während der 1980er-Jahre wurden einige Zementwerke sowie die Erdölraffinerie DEURAG-NERAG stillgelegt.

### Misburg-Nord

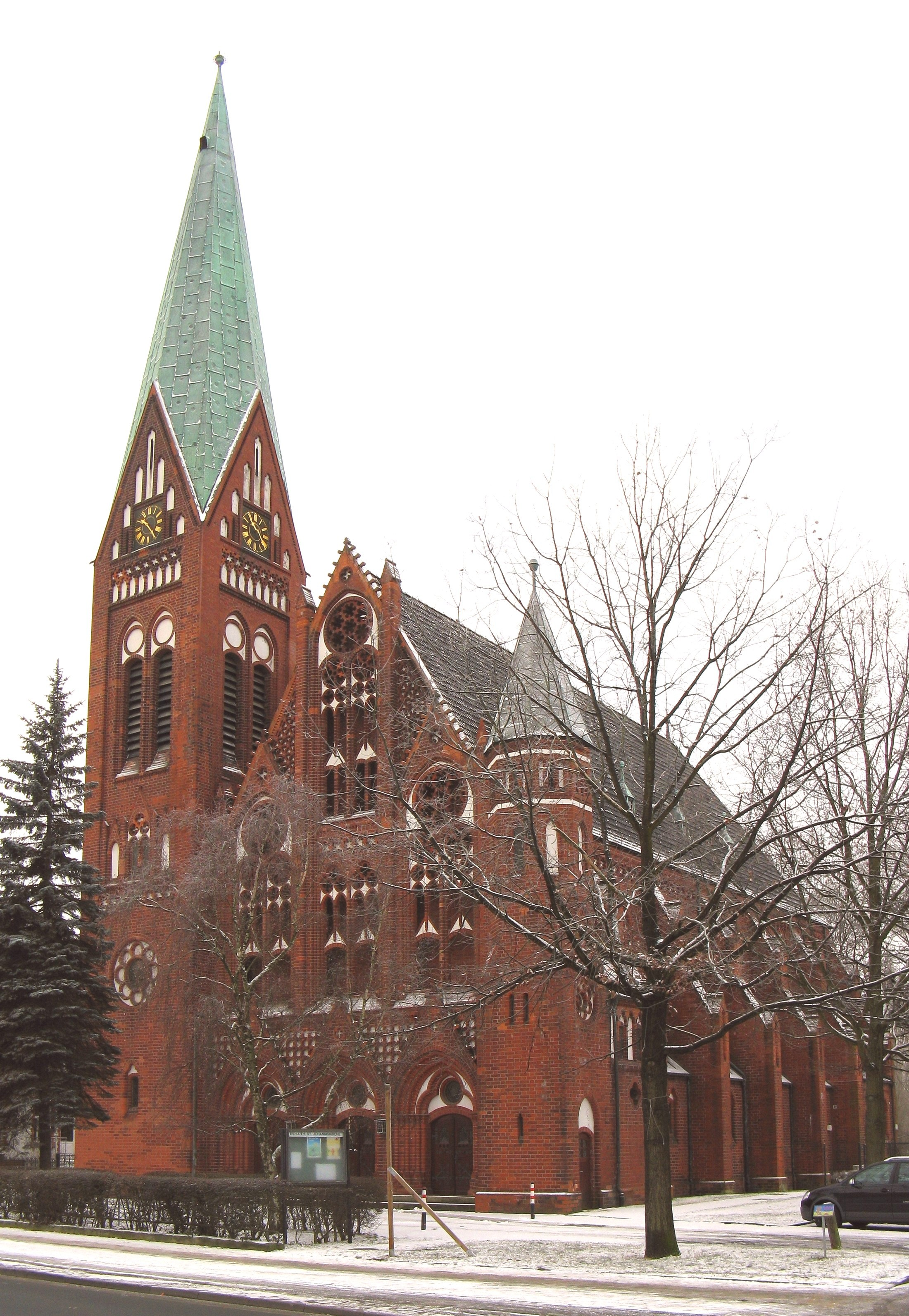
St.-Johannis-Kirche

Der Stadtteil wird im Nordosten begrenzt durch den Misburger Wald und die Autobahn A 2, im Osten durch die ungefähr parallel zur Autobahn A 7 verlaufende Stadtgrenze, im Süden durch den Stichkanal zum Misburger Hafen und im Nordwesten durch die Straßen Gundelrebe und Bollnäser Straße und weiter südwestlich des Mittellandkanals parallel zum Kauzenwinkelhag, die Straßen Milanstraße, Am Stadtrand, westlich der Grenzstraße und von dort in südlicher Richtung bis zur Eisenbahnstrecke.
Nachdem Misburg seit 1894 eine eigenständige evangelisch-lutherische Kirchengemeinde hatte, wurde in den Jahren 1902–1904 die von Karl Mohrmann entworfene St.-Johannis-Kirche gebaut. Weitere Kirchen in Misburg-Nord sind die evangelisch-lutherische Trinitatiskirche von 1963 mit ihrem freistehenden Turm, die katholische St.-Anna-Kirche von 1956, das Ukrainische Ökumenische Zentrum St. Wolodymyr von 1984 sowie eine neuapostolische Kirche. An der Waldstraße am Rande des Misburger Waldes wurde 1921 der Waldfriedhof Misburg (auch: Stadtteilfriedhof Misburg) eröffnet. Der 7,9 Hektar große Friedhof bietet Platz für 4.500 Grabstätten und wird vom Stadtfriedhof Lahe aus verwaltet.
Seit 1971 besteht das Bürgerhaus Misburg.
Im Dezember 2010 erhielt Misburg-Nord Anschluss an die Stadtbahn durch die Streckenverlängerung der Linie 7 vom Paracelsusweg, ehemals Lahe bis zum vorläufigen Endpunkt an der Schierholzstraße. Die weitere Verlängerung der Strecke bis Meyers Garten mit den Stationen Kafkastraße und Am Forstkamp und der neue Endpunkt Misburg am Misburger Rathaus ging im Dezember 2014 in Betrieb. Die weitere Erschließung des Stadtteils übernehmen die Buslinien 124, 125 und 127.
Im Stadtteil gibt es drei Grundschulen (Mühlenweg, Pestalozzischule I, Kardinal-Galen-Schule), die Realschule Misburg sowie das Kurt-Schwitters-Gymnasium Misburg.

### Misburg-Süd

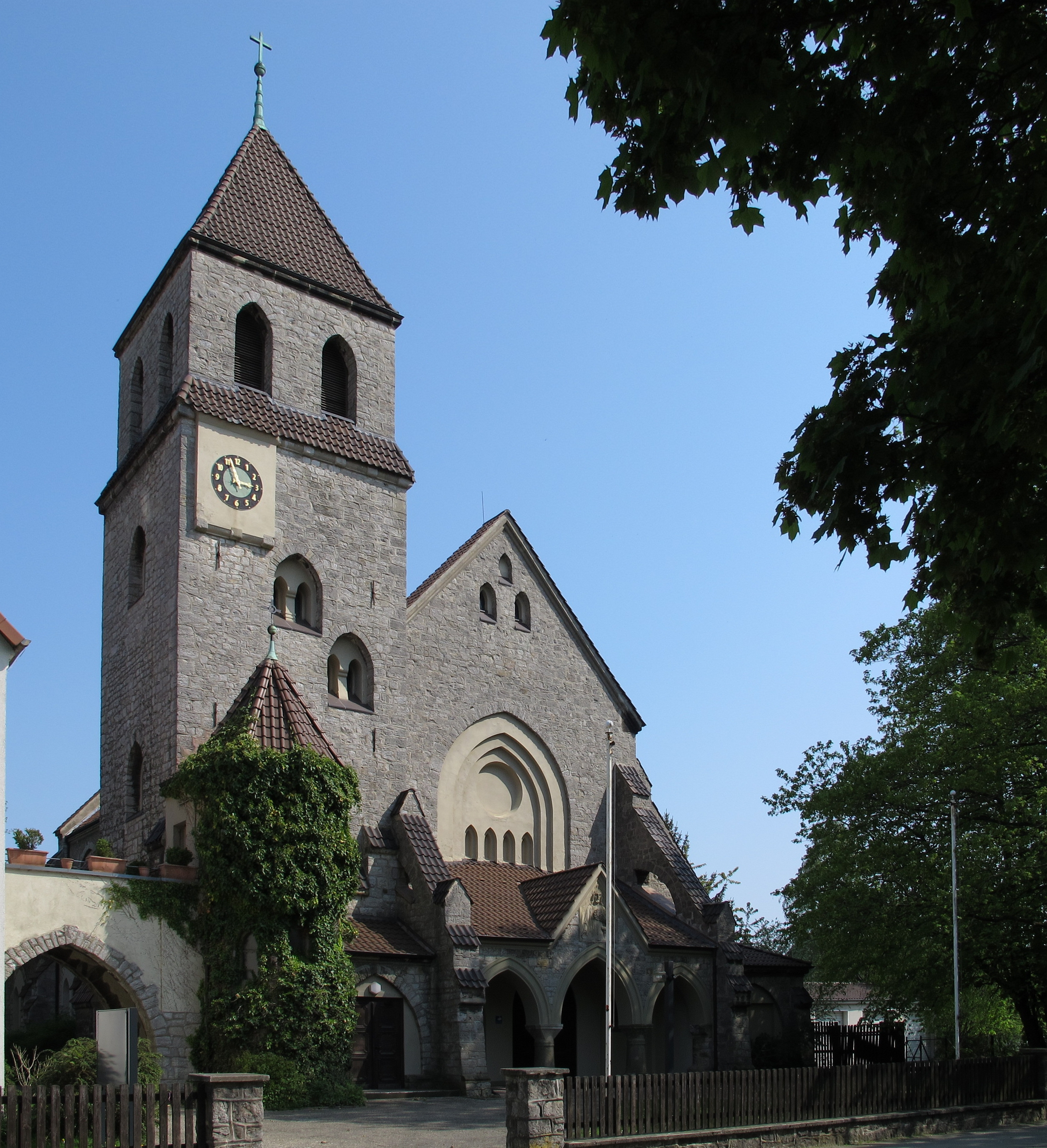
Kolumbarium Hl. Herz Jesu

Der Stadtteil wird begrenzt durch den Mittellandkanal, den Stichkanal zum Misburger Hafen, die Eisenbahnstrecke nach Lehrte und die Stadtgrenze im Osten. Er ist geprägt durch die hier ansässige Bau- und Zementindustrie. Zu den größten ansässigen Unternehmen gehören u. a: Sievert Baustoffe GmbH & Co. KG, Leonhard Moll Betonwerke AG und Kuhnke Holz GmbH (Stand 2022). An der Grenze zu Anderten befindet sich die S-Bahn-Station Hannover-Anderten-Misburg, an der die S-Bahnen der Linie S 3 (Hannover–Hildesheim) und S 7 (Hannover–Celle) der S-Bahn Hannover halten. Ansonsten erschließt die Buslinie 125 den Stadtteil und verbindet ihn mit Misburg-Nord und Anderten.
Die 1904/05 als Pfarrkirche für die im Zuge der Industrialisierung zugezogenen Katholiken errichtete Herz-Jesu-Kirche wurde 2010 in ein Kolumbarium umgewandelt.
Das früher zu Anderten gehörende Wohngebiet Kleines Nordfeld wurde 1979 im Rahmen einer Grenzbegradigung Misburg-Süd zugeschlagen. Bestrebungen von Anwohnern, diese Änderung rückgängig zu machen, hatten keinen Erfolg.

### Sport
Sportvereine im Bezirk Misburg-Anderten sind der FC Stern Misburg, die SG Misburg, die Sportfreunde Anderten und der TSV Anderten.

### Persönlichkeiten
- Henriette von Egloffstein (1773–1784), verh. von Beaulieu-Marconnay, Autorin, Gründerin eines literarischen Zirkels im Forsthaus zu Misburg, Autorin, Freundin Goethes
- Julie von Egloffstein, (1792–1869), Tochter Henriettes (s. o.), Malerin
- Friedrich Wilhelm Barkhausen (1831–1903), gebürtiger Misburger, Jurist, Kirchenpolitiker, Mitglied des Preußischen Herrenhauses, Kurator des Klosters Loccum
- Hermann Manske (1839–1919), Fabrikant, 1886 Gründer der Zementfabrik „Germania“
- Heinrich Friedrich Ludwig Meyer (1839–1928), Schachkomponist
- Max Kuhlemann (1857–1929), Fabrikant, Kommerzienrat, Inhaber der von seinem Vater Friedrich Kuhlemann gegründeten Portland-Zementfabrik
- Gustav Bratke (1878–1952), 1919–1933 Gemeindedirektor von Misburg, 1946 erster, von der britischen Militärregierung eingesetzter Oberbürgermeister von Hannover, organisierte 1947 die erste Hannover-Messe, 1952 Ehrenbürger von Misburg
- Anton Scholand (1890–1973), Schulleiter in Misburg, Heimatforscher, veröffentlichte Bücher und andere Literatur über Misburg
- Christian Kuhlemann (1891–1964), Ingenieur, seit 1925 Direktor der von seinem Großvater Friedrich Kuhlemann gegründeten Portland-Zementfabrik in Misburg, Bundestagsabgeordneter (NLP/DP 1949–1953), Präsident der Industrie- und Handelskammer Hannover (1953–1964)
- Herta Dürrbeck (1914–1995), kommunistische Widerstandskämpferin und von 1953 bis 1955 Abgeordnete im Niedersächsischen Landtag
- Axel Plaue (* 1950 in Misburg), SPD-Politiker, 1986–2008 Abgeordneter des Niedersächsischen Landtages, Vorsitzender des Bezirksverbandes Hannover der AWO
- Lena Meyer-Landrut (* 1991), Sängerin und Gewinnerin des Eurovision Song Contest 2010[11]

## Anderten

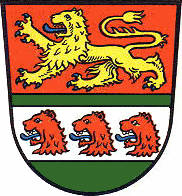
Wappen Anderten

Der Stadtteil Anderten wird im Wesentlichen begrenzt durch den Tiergarten im Westen, die Eisenbahnstrecke nach Lehrte im Norden, den Mittellandkanal im Osten und den Südschnellweg im Süden.

### Geschichte
Anderten wurde erstmals im Jahr 985 urkundlich erwähnt. König Otto III. setzte damals zwischen Ostfalen und Engern – und damit zwischen den Diözesen Hildesheim und Minden – eine Grenze. Ein gewisser „Bernhard Bidonis filius de Ondertunun“ war Zeuge dieser Gebietsregulierung. Der Name Ondertunun bezeichnete damals eine von einem Zaun geschützte Siedlung. Anderten liegt als einziger hannoverscher Stadtteil im historischen Siedlungsraum des Großen Freien. Zu diesem im 12. Jahrhundert entstandenen Siedlungsraum gehörten 13 weitere Dörfer im Bereich der heutigen Städte Sehnde und Lehrte. Um das Jahr 1600 bestand Anderten aus rund 60 Höfen. 1641 und 1661 wurde Anderten von großen Bränden heimgesucht, die annähernd das halbe Dorf zerstörten.
Im Jahr 1843 begann das Eisenbahnzeitalter im Königreich Hannover mit einer Zugfahrt von Hannover über Misburg nach Lehrte. Der Bahnhof Anderten-Misburg entstand jedoch erst 1906, als die neue Strecke Tiergarten–Lehrte zur Entlastung des Misburger Bahnhofs eröffnet wurde, der daraufhin für den Personenverkehr geschlossen wurde. 1897 erreichte die Straßenbahn Anderten auf dem Weg nach Sehnde, ab 1901 gab es eine Zweiglinie durch den Ort nach Misburg. 1951 wurde letztere eingestellt, die Strecke nach Sehnde wurde 1960 stillgelegt.
1919 begann am Mittellandkanal der Bau der größten Binnenschleuse Europas. Am 20. Juni 1928 wurde die Schleuse Anderten durch den damaligen Reichspräsidenten von Hindenburg ihrer Bestimmung übergeben. Zur gleichen Zeit wurde der Verkehr auf dem Mittellandkanal bis Peine und Hildesheim freigegeben, nachdem bereits 1916 der Betrieb vom Dortmund-Ems-Kanal bis Misburg aufgenommen worden war.
1969 begründeten Anderten und die französische Gemeinde Oissel in der Normandie eine Partnerschaft, die heute vom Stadtbezirk weitergeführt wird. Die alte Anderter Gartenstraße wurde in Oisseler Straße umbenannt; im Gegenzug existiert in Oissel eine „Avenue d'Anderten“. Es gibt regelmäßig einen Jugendaustausch und Verbindungen des TSV Anderten, der Sportfreunde Anderten und der Sportgemeinschaft Misburg.
Mit der Kommunalreform wurde das bis dahin eigenständige Dorf am 1. März 1974 nach Hannover eingemeindet. 1985 fand die 1000-Jahr-Feier Andertens mit einem Straßenfest im alten Dorfkern und einem großen historischen Festumzug statt.

### Ortsbild
Im Stadtteil gibt es eine Grundschule (Kurt-Schumacher-Schule), eine Oberschule (Pestalozzischule II) sowie ein Hallenbad. In der Schleuse Anderten werden jährlich bis zu 22.000 Binnenschiffe durch die 225 Meter lange Schleusenkammern geführt. Östlich des Mittellandkanals befindet sich ein Gewerbegebiet. Im Süden erschließt die Stadtbahn den Stadtteil, im Norden befindet sich die S-Bahn-Station Hannover-Anderten-Misburg. Im Dezember 2002 wurde die Stadtbahnlinie 5 verlängert und fährt seitdem über die Haltestelle Königsberger Ring zum Endpunkt Anderten. Dort besteht Anschluss an die Buslinie 125 über Misburg und Groß-Buchholz zum Sahlkamp sowie an die Buslinie 800 (Altenbekener Damm – Kirchrode – Anderten – Sehnde – Mehrum), die gleichzeitig auch die 373 ist, aber nur an Schultagen zu den Stoßzeiten fährt.

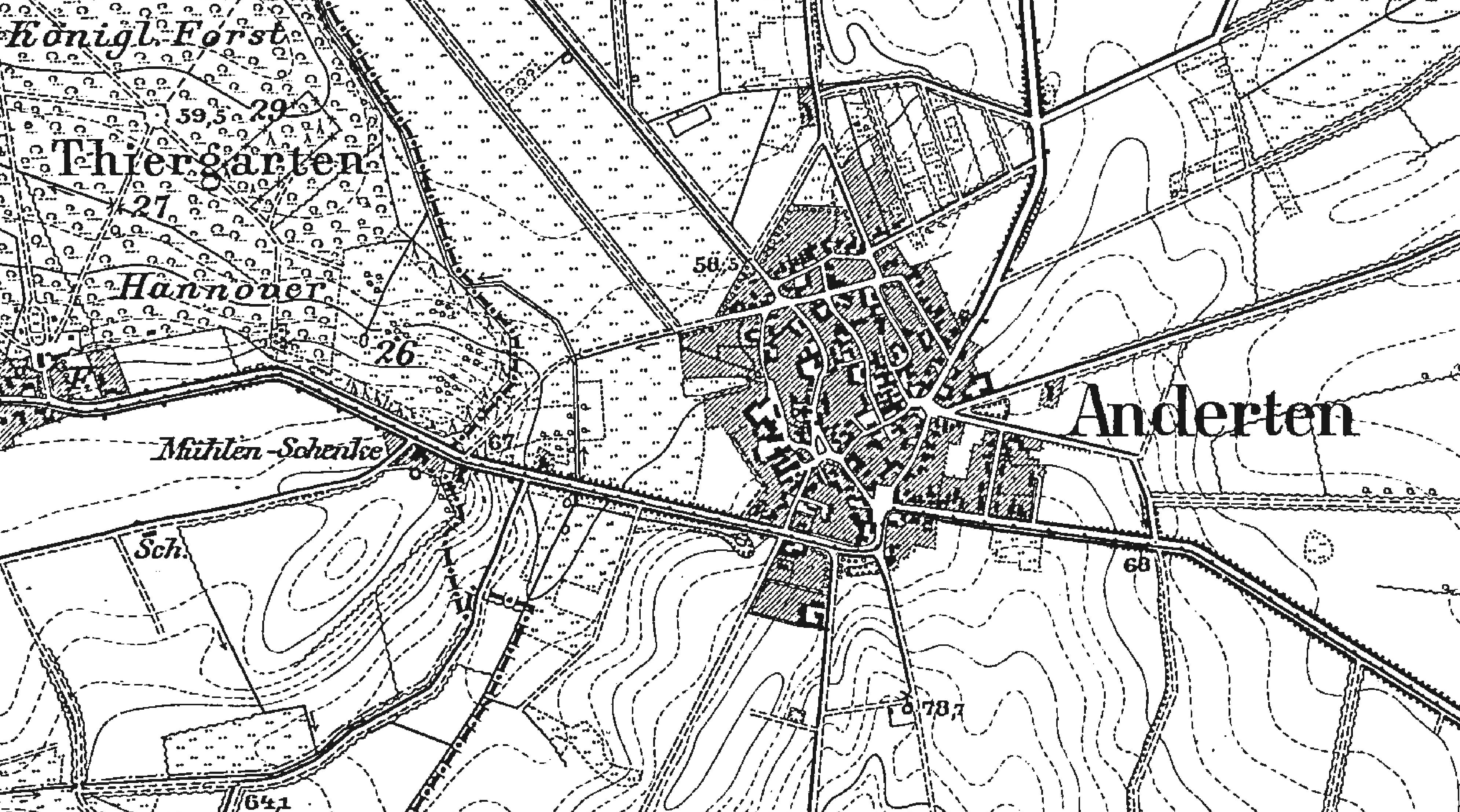
Anderten 1896
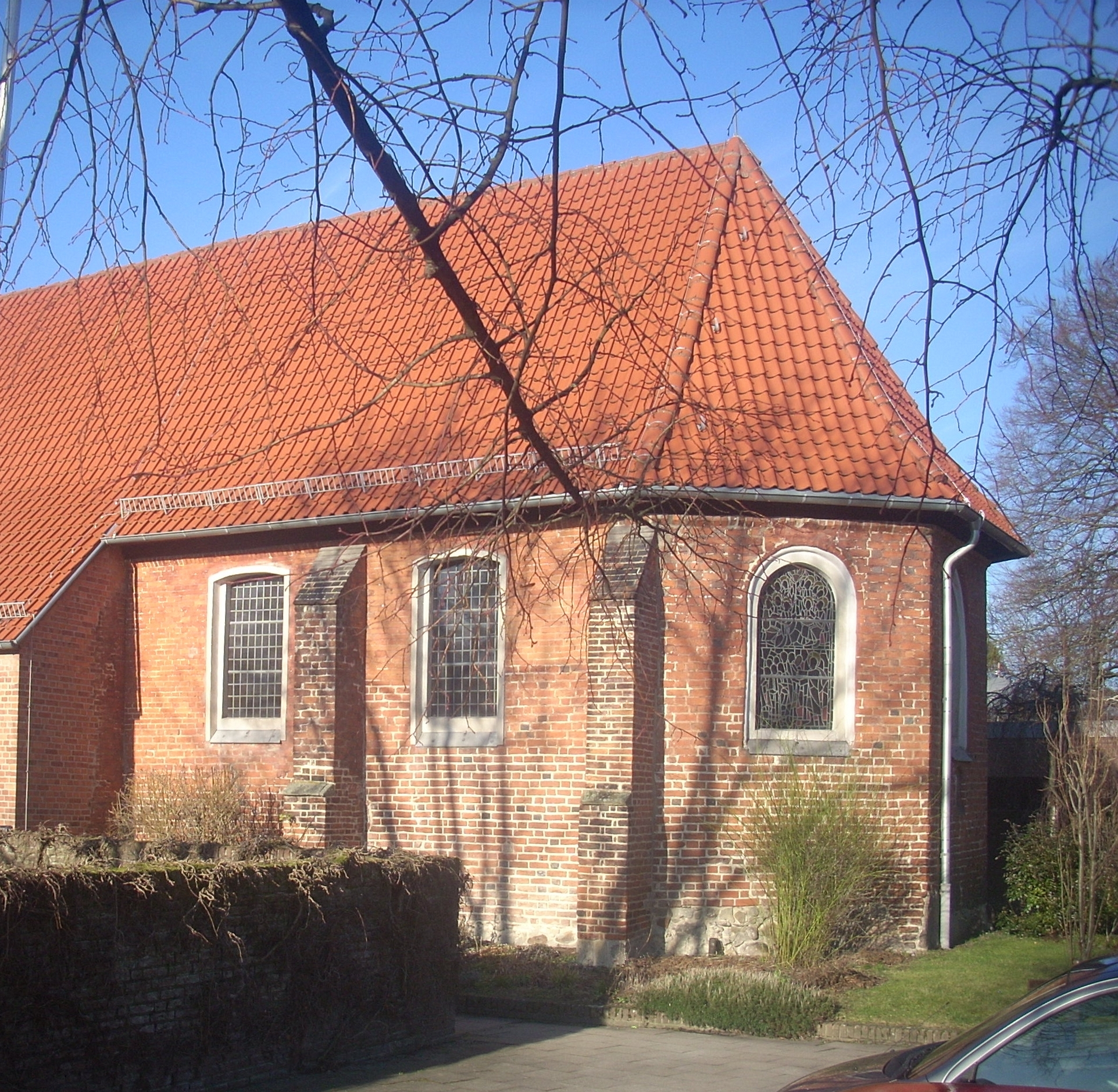
Der Chor der St.-Martins-Kirche, ältestes erhaltenes Bauwerk in Anderten
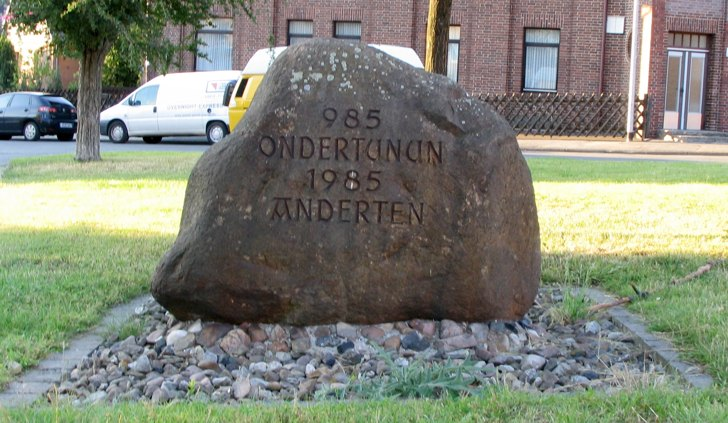
Gedenkstein zur 1000-Jahr-Feier
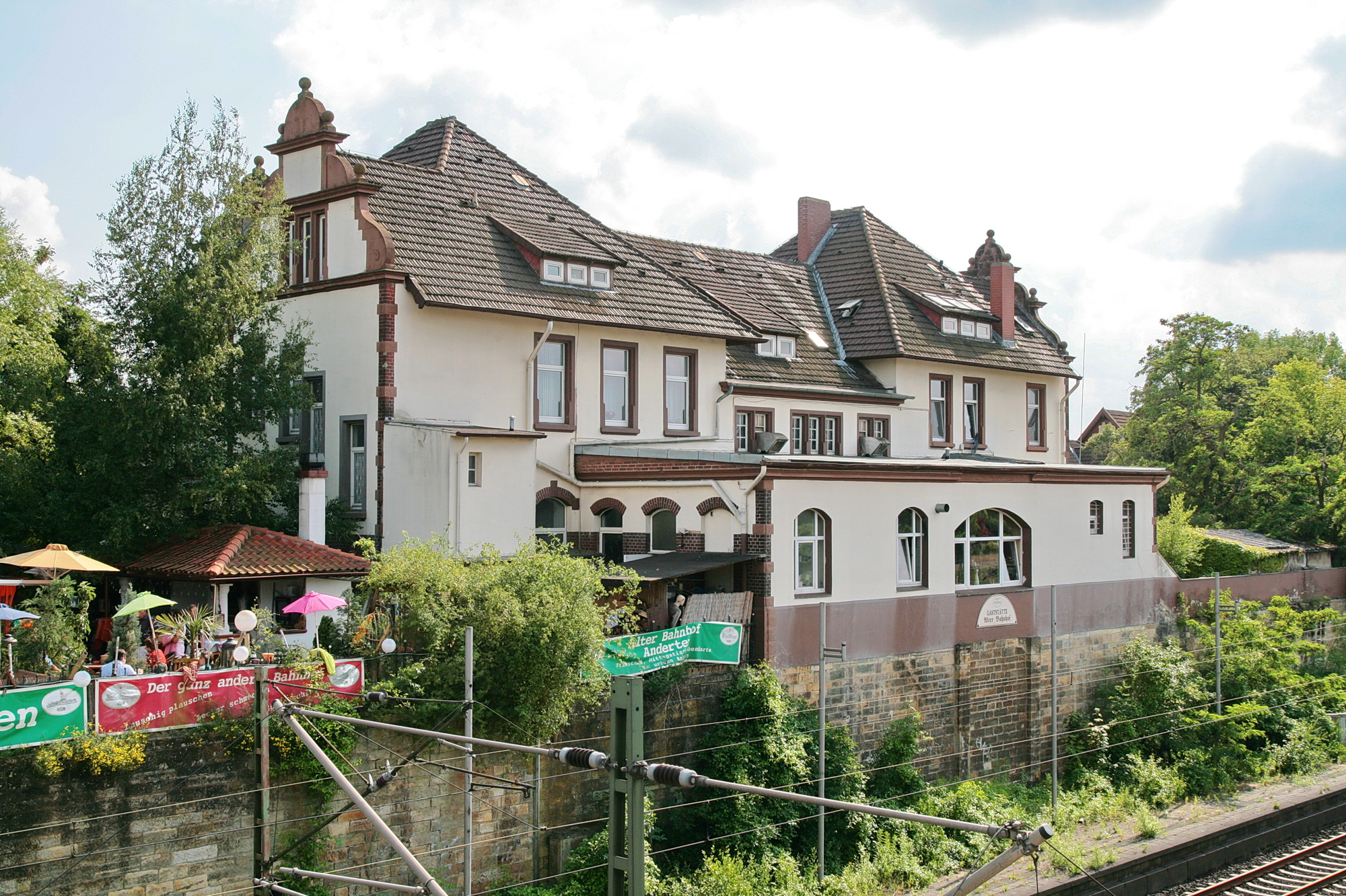
Ehemaliges Empfangsgebäude Bahnhof Hannover-Anderten-Misburg
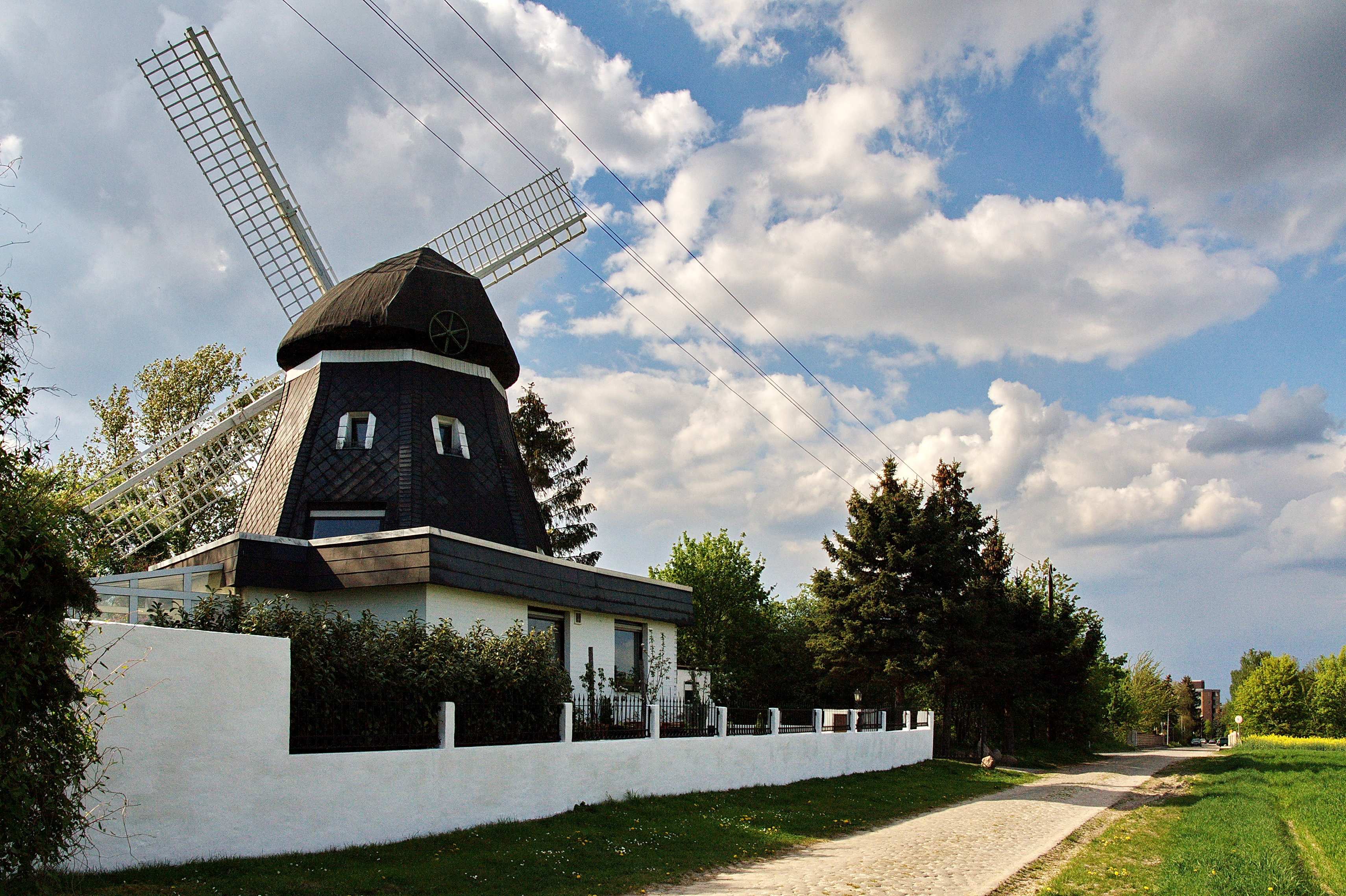
Anderter Windmühle

### Persönlichkeiten
- Ernst Härke (1846–1914), gebürtiger Anderter, seit 1890 Inhaber der Privatbrauerei Härke in Peine
- Gisela Konrath (* 1947), CDU-Politikerin und ehemalige Abgeordnete des Niedersächsischen Landtages
- Bernd Strauch (1949–2015), SPD-Politiker, 1. Bürgermeister und Ratsvorsitzender der Stadt Hannover, Vorsitzender Jazz Club Hannover
- Friedbert Pflüger (* 1955 in Anderten), CDU-Politiker und ehemaliger Abgeordneter des Deutschen Bundestages

## Bezirksrat
Der Bezirksrat dieses Stadtbezirks hat 19 für diese Aufgabe gewählte Mitglieder und tagt etwa zehnmal im Jahr. Die Termine und die vorgesehenen Beratungspunkte der für die Öffentlichkeit zugänglichen Sitzungen sind neben der Bekanntgabe in den Tageszeitungen auch unter Hannover.de zu finden. Die Sitzverteilung, die Mitglieder des Stadtbezirksrates und ihre Erreichbarkeit, Bürgermeister und Stellvertretung sind auf der Webseite Hannover.de dargestellt.
Die Stadt Hannover hat in § 13 ihrer Hauptsatzung von der Möglichkeit nach § 91 Absatz 3 des Niedersächsischen Kommunalverfassungsgesetzes Gebrauch gemacht, dass die Mitglieder des Rates, deren Wahlbereich ganz oder teilweise im jeweiligen Stadtbezirk liegt oder die dort wohnen, dem Stadtbezirksrat mit beratender Stimme angehören.
In seiner konstituierenden Sitzung am 18. November 2021 wählte der auf fünf Jahre gewählte Bezirksrat den 65-jährigen Klaus Tegeder (SPD) zum Bezirksbürgermeister und Svenja Schophaus (Grüne) zur Stellvertreterin. Das Amt des Bezirksbürgermeisters übte Klaus Dickneite (SPD) 10 Jahre lang aus. Er hatte dem Bezirksrat 35 Jahre angehört und nicht erneut kandidiert.
Wahl 2021
Bei der Kommunalwahl vom 12. September 2021 blieb die SPD stärkste Partei. Sie erhielt 7 Sitze. Die CDU bekam 5 Sitze, Bündnis 90/Die Grünen 4 Sitze und die AfD einen Sitz. Die FDP und Die Linke erreichten je einen Sitz. Von den 19 gewählten Mitgliedern des Bezirksrates sind zehn Frauen (SPD vier, CDU drei, Grüne zwei, FPD eine). Für die am 1. November 2021 begonnene fünfjährige Wahlperiode haben SPD und Grüne eine Zusammenarbeit (Koalition) vereinbart.
- Linke: 1
- SPD: 7
- Grüne: 4
- FDP: 1
- CDU: 5
- AfD: 1

Wahl 2016
Bei der Kommunalwahl vom 11. September 2016 wurde die SPD mit 36,4 % der Stimmen wieder stärkste Partei (7 Sitze). Die CDU erreichte 35,0 % (7 Sitze), die Grünen 11,2 % (2 Sitze), die FDP 6,6 % (1 Sitz), die Linke 6,2 % (1 Sitz) und die Piraten 4,6 % (1 Sitz).
- Linke: 1
- SPD: 7
- Grüne: 2
- Piraten: 1
- FDP: 1
- CDU: 7

## Bevölkerungsentwicklung

Einwohnerentwicklung im Stadtbezirk

| Entwicklung der Bevölkerungszahl seit 2011 | Entwicklung der Bevölkerungszahl seit 2011 | Entwicklung der Bevölkerungszahl seit 2011 | Entwicklung der Bevölkerungszahl seit 2011 | Entwicklung der Bevölkerungszahl seit 2011 |
| ------------------------------------------ | ------------------------------------------ | ------------------------------------------ | ------------------------------------------ | ------------------------------------------ |
| Jahr                                       | Anderten                                   | Misburg-Nord                               | Misburg-Süd                                | Gesamt                                     |
| 2012                                       | 7.642                                      | 21.989                                     | 2.688                                      | 32.319                                     |
| 2013                                       | 7.676                                      | 22.097                                     | 2.756                                      | 32.529                                     |
| 2014                                       | 7.642                                      | 22.186                                     | 2.763                                      | 32.591                                     |
| 2015                                       | 7.816                                      | 22.446                                     | 2.774                                      | 33.036                                     |
| 2016                                       | 7.796                                      | 22.582                                     | 2.831                                      | 33.209                                     |
| 2017                                       | 7.836                                      | 22.896                                     | 2.813                                      | 33.545                                     |
| 2018                                       | 7.839                                      | 23.341                                     | 2.830                                      | 34.010                                     |
| 2019                                       | 7.778                                      | 23.290                                     | 2.816                                      | 33.884                                     |
| 2020                                       | 7.642                                      | 23.327                                     | 2.770                                      | 33.933                                     |
| 2021                                       | 7.855                                      | 23.369                                     | 2.745                                      | 33.969                                     |
| 2022                                       | 7.958                                      | 23.768                                     | 2.911                                      | 34.637                                     |